# École polytechnique universitaire de Nantes Université
L'école polytechnique universitaire de Nantes Université (Polytech Nantes) est l'une des 204 écoles d'ingénieurs françaises accréditées au 1er septembre 2020 à délivrer un diplôme d'ingénieur. Ses diplômes d'ingénieurs comportent 10 spécialités. En outre, elle délivre des masters de recherche internationaux, un master, des diplômes au titre de la formation continue, et comporte des formations doctorales.
Polytech Nantes est une composante de l’Université de Nantes, et est membre du réseau Polytech.
Située sur trois campus, à Nantes (campus Chantrerie), Saint-Nazaire (campus Gavy) et La Roche-sur-Yon (campus Courtaisière), l'école rassemble plus de 1 700 étudiants et 200 personnels enseignants et personnels administratifs, regroupe plus d'une trentaine d'associations et clubs étudiants et s’appuie sur l'expertise de 7 laboratoires de recherche de haut niveau.

## Historique
L’école est issue de la fusion, en 2000, de 2 écoles internes à l’Université de Nantes : l’IRESTE, l’ISITEM et d’une école privée de Saint Nazaire, l'École supérieure Atlantique d'ingénieurs en génie électrique (ESA-IGELEC).
L’École polytechnique de l'université de Nantes a été créée le 1er janvier 2000 par décret, en application de la loi de décembre 1985 sur l'enseignement technologique et professionnel. Cette loi (art. 12) prévoit la création, à côté des universités de technologie, de centres polytechniques universitaires (art. 13) « ayant pour mission la formation des ingénieurs, le développement de la recherche et de la technologie ».
Ces centres doivent avoir « un flux annuel d’entrées au moins égal à deux cent cinquante étudiants » et ont le statut d’écoles d’ingénieurs internes aux universités.
L'École de Nantes est la première des écoles polytechniques universitaires et a servi de modèle générique pour celles créées ensuite (15 en 2019) et qui constituent le Réseau Polytech.

Logo initial de Polytech-Nantes(2000)

La dénomination administrative « d’écoles polytechniques universitaires » a été retenue par le ministère ; mais dès la création de son école, l’Université de Nantes a déposé la marque commerciale « Polytech’Nantes » et son logo , qui devaient ensuite être déclinés pour chaque nouvelle école rejoignant le réseau.
En 2008, l’école et l’ensemble du réseau Polytech ont adopté un nouveau logo et une nouvelle charte graphique.

## Direction
| mandat | mandat | Directeur                            |
| ------ | ------ | ------------------------------------ |
| 2000   | 2005   | Bernard Remaud                       |
| 2005   | 2009   | Jean-Michel Siwak                    |
| 2010   | 2018   | René Le Gall (décédé le 28 mai 2018) |
| 2019   |        | Philippe Dépincé                     |

## Statut
Depuis sa création, l'école a le statut d'école interne d'université au sens de l'article L 713-1 du Code de l'Éducation. Ce statut a été confirmé en 2013 par l'arrêté du 25 septembre 2013
Les écoles et instituts internes des universités disposent d'une autonomie de gestion et d'orientation au sein de l'université. Les écoles sont administrées par un conseil élu et dirigées par un directeur, nommé par le ministre chargé de l’enseignement supérieur sur proposition du conseil.

## Formations

### Les formations préparatoires
L'école dispose d'un parcours préparatoire en deux ans permettant aux élèves de rejoindre l'école après l'obtention du baccalauréat. Polytech Nantes recrute les étudiants titulaires d'un bac (S, STI2D ou STL) ou bac+1 (post-Paces) pour un cycle préparatoire appelé le Parcours des écoles d'ingénieurs Polytech (PeiP). Les modalités pour intégrer le PeiP sont différentes selon le profil.
L'admission des élèves se fait au moyen d'une sélection par le concours Geipi Polytech. La particularité de ce parcours préparatoire est que chaque formation est dispensée dans une composante de l'Université de Nantes (IUT, UFR des Sciences et Techniques). À l'issue de la formation, l'élève peut choisir entre continuer dans la filière choisie (3e année de licence, licence pro dans le cas d'un IUT, etc.) ou être admis de droit dans une des formations ingénieurs du réseau Polytech. Dans le second cas, l'élève établit une liste de vœux de spécialités ; en fonction de ses résultats et de la demande dans les départements, il pourra être admis dans les différents départements selon leur capacité d'accueil. La validation du PeiP lui garantit cependant l'admission dans un des départements demandés.

### Les formations d'ingénieurs
Les formations d'ingénieurs sont accessibles à bac +2 (à la suite du Parcours des écoles d'ingénieurs Polytech (PeiP), d'un DUT, d'un BTS, des concours CPGE, d'une 2e année de licence ou d'un diplôme étranger), ainsi qu'à bac +4 (M1).
Formations d'ingénieurs dispensées en 2021-2022 :
- Électronique et technologies numériques (Nantes)
- Énergie électrique (Saint-Nazaire)
- Génie civil (Saint-Nazaire)
- Génie des procédés et bioprocédés (Saint-Nazaire)
- Informatique (Nantes)
- Informatique - Ingénierie des données et de l'intelligence artificielle (ouverture septembre 2021, par apprentissage - Nantes)
- Matériaux (Nantes)
- Thermique-énergétique et mécanique (Nantes)
- Contrôle commande des systèmes électriques (par apprentissage - à Saint-Nazaire)
- Maîtrise des énergies (par apprentissage - Saint-Nazaire)
- Systèmes réseaux et télécommunications (par apprentissage - La Roche-sur-Yon)

Polytech Nantes s'appuie sur des équipes pédagogiques confirmées à majorité d'enseignants-chercheurs, membres de 7 laboratoires de recherche de haut niveau de reconnaissance scientifique (généralement associés au CNRS).

### Les masters de recherche internationaux
Polytech Nantes propose des masters de recherche internationaux portés par l'université de Nantes dans les domaines des bio-procédés, de l'informatique, de l'électronique et de l'électrique et thermique.
Parcours proposés en 2020-2021 :
- Master 2 Data Science
- Master 2  Electrical Energy
- Master 2  Microalgae Bioprocess Engineering
- Master 2 Thermal Science and Energy
- Master 2 Visual Computing
- Master 2 Wireless Embedded Technologies

### Les masters
Polytech Nantes propose une offre de formation bac+4/+5 :
- Master mention Innovation, Entreprise, Société, parcours Cultures numériques (Halle 6, quartier de la création à Nantes).

### Les formations continues
Polytech Nantes accompagne les acteurs de la société, individus et entreprises, dans le développement de leurs compétences et de leurs stratégies.
Elle propose des formations diplômantes et qualifiantes au titre de la formation continue. Plusieurs parcours de formation sont proposés dont des formations continues dans des domaines variés et en pleine évolution tels que l'informatique (réseaux et Cloud computing, développement web), le management de la QSE ou le soudage. Ces formations s'appuient sur les compétences des départements de formation initiale et les équipes des laboratoires de recherche de l'école.
Formations diplômantes (Diplôme Universitaire (DU) délivré par l'université de Nantes) proposées :
- DU Design de services interactifs innovants Objets communicants & Inerfaces tangibles (DESSiiN) - niveau 1
- DU Ingénierie du soudage - niveau 1
- DU Management qualité sécurité environnement (MAQSE)] - niveau 1

## Vie associative
Sur le campus de Nantes, l'école comporte plus d'une dizaine d'associations et clubs.